# غرينفيل (جورجيا)
غرينفيل (بالإنجليزية: Greenville, Georgia) هي مدينة تقع في مقاطعة ميريويذر، جورجيا بولاية جورجيا في الولايات المتحدة. تبلغ مساحة هذه المدينة 4.7 (كم²)، وترتفع عن سطح البحر 265 م، بلغ عدد سكانها 876 نسمة في عام 2010 حسب إحصاء مكتب تعداد الولايات المتحدة.

## أعلام
- إيلي روبنسون
- جوزيف ميريويذر تيريل
- روبرت براون
- ي. فرانك فريمان
- ماريو ألفورد

## وصلات خارجية
- http://www.cityofgreenvillega.com نسخة محفوظة 19 مايو 2017 على موقع واي باك مشين.
- Cities & Counties - Georgia.gov